# Burići (Czarnogóra)
Burići (cyr. Бурићи) – wieś w Czarnogórze, w gminie Pljevlja. W 2011 roku liczyła 6 mieszkańców.